# 明日，裸足前來。
《明日，裸足前來。》（簡稱）是日本作家岬鷺宮所著的輕小說，由Hiten擔任插畫，電撃文庫（KADOKAWA）於2022年9月至2024年4月出版。改編漫畫由繪畫，在《Comic Flapper》（KADOKAWA）上連載。

## 概要
坂本巡正準備從都立天沼高中畢業。由於他不拘小節的性格，除了在高中生活的一開始與名為二斗千華的美少女約會外，三年間沒有取得多大的成就，因此他即將成為一名準備重考的學生。
另一方面，二斗千華在學生時代就以她的音樂才華被世人所認識，取得了巨大的成功。然而，由於坂本過著平凡無奇的生活，和二斗在繁忙的日程下逐漸疏遠，他們的戀情自然而然地消失了。
當沒有她參與的畢業典禮結束，畢業生們在離別時感到難捨難離時，突然傳來了消息，二斗千華留下遺書突然失蹤，即時成為新聞焦點。坂本試圖聯繫她的後輩真琴，但卻無法通話。
坂本在回憶中找到曾經是天文愛好者社團的地方，彈奏著在記憶中快要消失的回憶曲目。突然，他被一道強烈的光包圍，被丟到無重力的世界中。當他醒來時，坂本發現自己回到了三年前的入學典禮，就在他第一次與二斗千華相遇的時候。
為了阻止三年後與二斗千華的自然疏離和失踪，坂本開始在第二次的高中生活中奮鬥。

## 登場人物

### 主要人物
坂本巡
二斗千華／nito

## 出版書籍

### 輕小說
| 卷數 | KADOKAWA      | KADOKAWA               | 台灣角川       | 台灣角川               |
| 卷數 | 發售日期      | ISBN                   | 發售日期       | ISBN                   |
| ---- | ------------- | ---------------------- | -------------- | ---------------------- |
| 1    | 2022年9月9日  | ISBN 978-4-04-914495-6 | 2023年9月6日   | ISBN 978-6-26-352908-3 |
| 2    | 2022年12月9日 | ISBN 978-4-04-914496-3 | 2023年11月15日 | ISBN 978-6-26-378169-6 |
| 3    | 2023年7月7日  | ISBN 978-4-04-915014-8 | 2024年4月22日  | ISBN 978-6-26-378768-1 |
| 4    | 2023年12月8日 | ISBN 978-4-04-915349-1 | 2024年9月9日   | ISBN 978-6-26-400504-3 |
| 5    | 2024年4月10日 | ISBN 978-4-04-915598-3 | 2025年3月26日  | ISBN 978-6-26-415372-0 |

### 漫畫
| 卷數 | KADOKAWA       | KADOKAWA               |
| 卷數 | 發售日期       | ISBN                   |
| ---- | -------------- | ---------------------- |
| 1    | 2024年1月23日  | ISBN 978-4-04-683199-6 |
| 2    | 2024年11月22日 | ISBN 978-4-04-684205-3 |

## 外部連結
- 電擊文庫特設網站 （页面存档备份，存于）（日語）
- 輕小說的官方X帳戶 （页面存档备份，存于）（日語）